# Happy Hogan
Harold "Happy" Hogan, es un personaje ficticio que aparece en los cómics estadounidenses publicados por Marvel Comics. Por lo general, se lo representa como un personaje secundario en historias que presentan a Iron Man, para quien trabaja como chofer, guardaespaldas y asistente personal. Happy es amigo cercano de su empleador y se encuentra entre las primeras personas del Universo Marvel en descubrir su identidad como superhéroe blindado. También es el padre de Abominación Adolescente y estaba casado con Pepper Potts y ocasionalmente ha mutado en el humanoide gigante, salvaje, casi sin mente y sobrehumanamente fuerte conocido como Freak. Hogan se ganó el apodo irónico de "Happy" durante sus días de boxeador por su renuencia a sonreír.
Jon Favreau como director, interpreta al personaje en las películas de Marvel Cinematic Universe Iron Man (2008), Iron Man 2 (2010), Iron Man 3 (2013), Spider-Man: Homecoming (2017), Avengers: Endgame, Spider-Man: Lejos de casa (ambas de 2019), Spider-Man: No Way Home (2021) y Deadpool & Wolverine (2024). Favreau también da voz a versiones de realidad alternativa del personaje en la serie animada de Disney+, ¿Qué pasaría si...? (2021 - 2023).

## Historial de publicaciones
Creado por los escritores Stan Lee y Robert Bernstein y el artista Don Heck, Happy Hogan apareció por primera vez en Tales of Suspense # 45 (septiembre de 1963).

## Biografía del personaje ficticio
Hogan, un ex boxeador con un historial de perder peleas, es contratado por Tony Stark como su chofer y asistente personal después de que Happy le salva la vida. Mientras estaba hospitalizado después de haber sido golpeado por un supervillano llamado Unicornio, tuvo una reacción alérgica a las flores.Happy se entera de que Tony es Iron Man.
Luego, Happy, desesperadamente enfermo se transformó en un humanoide gigante, salvaje, casi sin juicio, sobrehumanamente fuerte conocido como Freak cuando los médicos trataron de curarle utilizando una máquina de rayos de cobalto impulsada por el dispositivo experimental "Enervator" de Stark. Freak se desata y causa desastres, escapando antes de que Iron Man pueda llegar a detenerlo.
Iron Man lidera de vuelta a Freak a su laboratorio, pero se queda sin energía y se derrumba. El Freak se encuentra a Pepper Potts, que se desmaya cuando lo ve, y se la lleva. La policía le dispara, haciéndole soltar a Pepper. Iron Man salva a Pepper, y lleva al Freak a su laboratorio de nuevo. Él es restaurado a su estado normal en Tales of Suspense #76 (abril de 1966) cuando Iron Man lo expone al Enervator una vez más, a pesar de que padece amnesia temporal que dura hasta Tales of Suspense #83 (noviembre de 1966).
Aunque más tarde ayuda a Iron Man a reconstruir su armadura, Happy se expone de nuevo a los rayos de cobalto y se transforma de nuevo en el Freak. El Freak golpea a Iron Man a través de una pared, y se lleva a Pepper con él. Iron Man es capaz de regresar otra vez a Happy a la normalidad.
El Coleccionista luego secuestra a Happy y Pepper, con la esperanza de añadir al Freak a su colección. Esto llama la atención de Iron Man, que interviene y salva a sus amigos.
Más tarde, mientras Happy es herido mientras está usando la armadura de Iron Man,Stark utiliza el Enervator para salvarlo, pensando que ha corregido los problemas con su dispositivo. En cualquier caso, el dispositivo nuevamente transforma a Happy en el Freak, que vuelve a causar destrucción. Se expone a los materiales de cobalto, lo que le hace brillar con energía que llegará a alcanzar la masa crítica y explota. Los dos pelean, hasta que Stark es capaz de utilizar el Enervator para revertir otra vez a la normalidad a Happy.
Él se casa con Pepper Potts en Tales of Suspense #91 (julio de 1967), pero más tarde se divorcian.
Happy ha trabajado para casi todas las empresas de Stark incluyendo Industrias Stark, Empresas Stark y Soluciones Stark. Sin embargo, cuando Tony/Iron Man desaparece durante la saga Onslaught, Hogan se niega a ser empleado por Stark-Fujikawa pero vuelva a emplearse cuando regresa Stark. También se vuelve a casar con Pepper Potts.
Con la Guerra Civil causándole a Tony Stark considerables problemas morales, políticos y emocionales, Happy Hogan le sigue dando a Tony consejos muy necesarios. En un momento importante de crisis, le dice a Tony: "Tú, amigo mío, eres el único cabo del pelotón [de superhéroes] que es a la vez uno de nosotros [o sea, humano] y uno de ellos. ¿Quién más puede ver ambos lados del modo en que lo haces?" En la noche de su aniversario con Maya Hogan es atacado por el Espía Maestro (tratando de utilizar a Hogan como cebo para sacar a Iron Man). Espía Maestro amenaza con matar a Hogan primero y luego a Pepper. Enfurecido, Hogan le agarra por el cuello y caen varios pisos, dejando a Hogan en un estado vegetativo.
Mientras él está en coma, Pepper habla con Tony durante la cena. Ella le cuenta de Cobra McCoyle, un antiguo amigo del boxeo que recibió muchos golpes en la cabeza. Cobra es incapaz de siquiera alimentarse y hay que cuidarlo. Pepper le dice a Tony que Hogan ha declarado que no quiere acabar como McCoyle. Al final de Iron Man vol. 4 #14, Hogan aparentemente muere; el volumen lo deja ambiguo si Hogan muere naturalmente o si es que Tony Stark se interconectó digitalmente y apagó el soporte vital de Hogan.
Después de esto, Tony experimenta alucinaciones ocasionales de Happy, que Doc Samson atribuye al proceso de Extremis; como resultado de la aceleración de la mente de Tony por el proceso Extremis para permitirle interactuar directamente con su armadura, su mente subconsciente a menudo procesa información de la que no era consciente, con esta información 'filtrada' por la parte de la mente de Tony que guardó su culpabilidad para evitar que lo enfrentara, lo que provocó la ilusión de que Happy o Steve Rogers parecían incitar a Tony a reconocer la información clave que él mismo no había registrado.
Más tarde, cuando Tony (perdiendo poco a poco su juicio para evitar que Norman Osborn de obtenga la información de SRA) y Pepper están escondidos, Pepper le recuerda todos sus amigos y aliados, Happy siendo uno de ellos. Tony luego responde, "¿Quién es Happy?". Además, Happy es visto como una alucinación en la mente de Tony.
Después de experimentar una inversión moral, Tony se enfrenta a una nueva versión adolescente de Abominación cuando se traslada a San Francisco. Mientras habla con el adolescente Abominación, Tony se entera de que es Jamie Carlson, hijo de la exempleada de Industrias Stark, Katrina Carlson, quien estuvo expuesta a la radiación gamma durante un accidente en la compañía cuando Tony estaba ocupado luchando contra un mago de otra dimensión durante un tiempo anterior. Tony planea analizar y utilizar los poderes del adolescente Abominación para sí mismo, Tony cambia de opinión cuando el análisis del ADN del niño revela que Happy Hogan era su padre, dejando a Tony resolviendo en sanar al niño como Happy fue una de las pocas personas que él siempre respetó.
Durante el evento "Iron Man 2020", a Pepper se le presenta una navegación fuera de la red incorporada en la armadura Rescue que Tony desarrolló previamente antes del año 2000 llamada H.A.P.P.Y. (abreviatura de Host Analogue Program Pre-Y2K), donde su personalidad sigue el modelo de Happy Hogan. Si bien fue programado para no caer bajo el control del Ejército I.A, H.A.P.P.Y. ayudó a Pepper a "reconstruir" a Tony, que operaba como Mark 1.

## Otras versiones

### Amalgam Comics
En el universo de Amalgam Comics, el Linterna Verde de DC Comics y el Iron Man de Marvel son combinados para crear a Linterna de Hierro. Linterna de Hierro es secretamente Hal Stark, dueño de Aeronaves Stark, un desarrollador de aviones experimentales. El jefe de mecánicos de Stark es Happy Kalmaku (una amalgama del Happy Hogan de Marvel y el Thomas Kalmaku de DC). Happy está enamorado de la piloto de pruebas Pepper Ferris (una amalgama de Pepper Potts y la Carol Ferris de DC). Desafortunadamente para Happy, Pepper no sólo está enamorada de Stark, también es secretamente la supervillana Madame Zafiro (una combinación de la Madame Máscara de Marvel y Zafiro Estelar de DC. Happy Kalmaku primero apareció en Iron Lantern #1 (abril de 1997), publicado conjuntamente por Marvel y DC. Fue creado por Kurt Busiek (guion) y Paul Smith (arte).

### Heroes Reborn
En la serie Heroes Reborn, Happy Hogan es el jefe de relaciones públicas de Stark. Él tiene una breve relación romántica con Pepper. También es aparentemente asesinado por el villano Rebel pero es visto más adelante en una cama de hospital.

### Marvel Zombies Return
En el universo Marvel Zombies, Happy aparece en Marvel Zombies Return. Él está trabajando para Stark Internacional; en este momento Tony Stark es un borracho inútil y la sede de la IS literalmente se cae a pedazos. Happy va a investigar un disturbio en el sótano y es presa del Hombre Gigante zombi que se había teletransportado desde otra dimensión. El antiguo héroe lo muerde y convierte a Hogan en un zombi. Happy entonces lidera un brote de zombis hacia el personal. James Rhodes lo mata destruyendo su cabeza.

### Ultimate Marvel
En el universo Ultimate Marvel, Hogan aparece junto a Iron Man en la serie Ultimates, que es parte de la línea Ultimate Marvel de los cómics Ultimates. Es visto muchas veces, algunas con Pepper Potts, en la sala de control de la armadura de Iron Man.
En la novela spin-off Tomorrow Men de Michael Jan Friedman, se revela que él tiene una posición de supervisión en el Triskelion; la sede de los Ultimates. Además, aunque Hogan ha trabajado con Stark durante mucho tiempo, nunca oficialmente alcanzó su grado de MIT.
En Ultimate Human, a pesar de que nunca es visto en las páginas, Tony Stark es visto hablando con él en un teléfono móvil, y luego continúa la conversación después de que se encuentra en un traje de Iron Man.

## En otros medios

### Televisión
- Happy Hogan aparece en el segmento de Iron Man de The Marvel Super Heroes (1966), con la voz de Tom Harvey.[19] También aparece como The Freak (llamado el monstruo en el episodio de Caballero Negro).
- Happy Hogan aparece en la serie animada Iron Man: Armored Adventures, con la voz de Alistair Abell.[20] En esta versión, Happy es un atleta de baloncesto alto y musculoso, pero sobreexcitable y de ingenio opaco.

### Universo Cinematográfico de Marvel
Happy Hogan aparece en el Universo Cinematográfico de Marvel, interpretado por Jon Favreau (quien fue también el director de las dos primeras películas de Iron Man): 
- En Iron Man (2008), se muestra como el guardaespaldas, amigo y chofer de Tony Stark.
- En Iron Man 2 (2010), es visto por primera en bienvenida a Tony Stark en la Stark Expo. Cuando Tony Stark recibe una citación para comparecer ante el Congreso por una mujer del US Marshal, Happy Hogan toma la citación que indica que Tony no le gusta ser entregado por cosas. Happy Hogan más tarde asiste a la Viuda Negra en atacar Industrias Hammer. Se esfuerza en su lucha con uno de los agentes de seguridad, mientras que Viuda Negra lleva a cabo el resto.
- En Iron Man 3 (2013), confirmó a través de Twitter que retomará su papel a pesar de no volver a dirigir la tercera película. Happy es el jefe de seguridad de Industrias Stark, después de haber sido promovido como se quejó de sentirse ridículo que anuncia a sí mismo como guardaespaldas de Iron Man. Al principio de la película, es testigo de los efectos secundarios de Jack Taggert, de un Extremis mejorado y se mete en conflicto con Eric Savin. Que se representa en estado de coma cuando Taggert explota, lo que provocó a Stark para ir tras el Mandarín, y el establecimiento de la trama principal de la película. Se recupera de la conciencia después de que la amenaza principal ha sido tratada.
- Aparece nuevamente en Spider-Man: Homecoming (2017).[21] En la película, él es asignado por Tony Stark para cuidar de Peter Parker, pero se demuestra de aborrecer el trabajo. Peter continuamente llama a Happy, mucho a la molestia de este último, e incluso lo calla, el amigo de Peter, Ned, cuando trata de llamar en su ayuda. Se da cuenta del robo por el Buitre en el aire robando los objetos de los Vengadores. Durante el intento de atraco, Happy lo presencia desde lejos mientras está en la Torre de los Vengadores. Al final, cuando Peter derrota al Buitre y lo deja por Happy y las autoridades, Happy le da las gracias y admite a Tony que le agrada.
- Favreau repitió su papel en Avengers: Infinity War (2018) en una escena que se redujo en el tiempo pero está disponible como una escena eliminada en el lanzamiento de Blu-Ray.
- En Avengers: Endgame (2019), Happy se reveló como uno de los sobrevivientes del chasquido y luego aparece al final de la película como uno de los asistentes al funeral de Tony Stark. Más tarde, se le ve reconfortando a la hija de Tony y Pepper, Morgan, después de la pérdida de su padre mientras se desanimaba por haber perdido a su amigo.
- En Spider-Man: Lejos de casa (2019),[22] Happy continúa en contacto con Parker, informándole de los intentos de Nick Fury de reclutarlo y lo ayuda a lidiar con la pérdida de Stark, lo que los acerca. Rescata a Parker de los Países Bajos y lo lleva a Londres, donde ayuda a Leeds, MJ, Betty Brant y Flash Thompson, que son el objetivo de los drones de Mysterio. También comenzó una relación con May Parker y Parker finalmente los confronta, pero May no reconoce que estén saliendo.
- En Spider-Man: No Way Home (2021), Happy está siendo investigado por agentes federales por la falta de tecnología de Industrias Stark, con el abogado Matt Murdock, a quien se retiraron los cargos de Peter sutilmente tratando de que Happy lo contratara. Permite que Peter y May se queden en su complejo de condominios después de que Mysterio expone al público la identidad secreta de Spider-Man, que utilizan como base de operaciones para curar a los villanos desplazados del multiverso. Happy llega al complejo destruido poco después de que May fuera asesinada por el Duende Verde y animó a Peter a correr mientras Control de Daños lo detenía. Al final de la película, Happy se encuentra con Peter (a quien no recuerda debido a que Strange lanzó un hechizo para que el mundo se olvide de Parker) en la tumba de May y los dos reflexionan sobre su legado, antes de que Peter se vaya y le diga a Hogan que se encargue de cuidarse él mismo.[23]
- Versiones alternativas de la línea de tiempo de Happy aparecen en la serie animada de Disney+, ¿Qué pasaría si...?:
  - En "What If... Zombies?!", la mayor parte de la población de la Tierra está infectada por un virus cuántico que convierte a los infectados en zombis. Happy es parte de un grupo de sobrevivientes que intentan encontrar una cura, aunque es infectado por el zombificado Clint Barton y posteriormente asesinado por Sharon Carter.
  - En "What If... Killmonger Rescued Tony Stark?", durante la conferencia de prensa de Stark, éste expresa su desaprobación cuando Stark presenta a Erik "Killmonger" Stevens como quien lo salvó de los Diez Anillos y ayuda a detener a Obadiah Stane.
  - En "What If... Happy Hogan Saved Christmas?", Happy ayuda a detener a Justin Hammer y sus secuaces durante su asedio a la Torre de los Vengadores, y en el proceso se convierte accidentalmente en Freak de un frasco caído de la sangre de Hulk. A diferencia de la versión de los cómics, Happy mantiene su mente de esta forma.
  - En "What If... the Avengers Assembled in 1602?", Happy es el Freak de la era 1602 y trabaja para el Rey Thor. Por orden de Thor, envía Royal Yellowjackets para capturar a la Capitana Carter. Más tarde, después de que Carter y otros se infiltraron en la sala del tribunal, Happy se convierte en Freak y lucha contra Hulk.
- En Deadpool & Wolverine (2024), siendo unos meses antes del Blip, Happy conoce a Wade Wilson, quién solicita unirse a los Vengadores, pero es rechazado.

### Videojuegos
- Happy Hogan, basado en la encarnación de MCU, aparece como un personaje jugable desbloqueable en Lego Marvel Vengadores, con la voz de Chris Cox.